# Alexandr Jakovlevič Tairov
Alexandr Jakovlevič Tairov (24. červnajul./ 6. července 1885greg. – 25. září 1950) byl ruský herec a režisér, představitel meziválečné divadelní avantgardy.

## Život
Alexandr Jakovlevič Tairov se narodil ve městě Romny v Poltavské gubernii v roce 1885. Vystudoval právnickou fakultu na petrohradské univerzitě, ale už během studia se začal věnovat divadlu. V letech 1906 a 1907 byl členem petrohradského Divadla Věry Komissarževské. Do roku 1912 hrál v petrohradském Prvním zájezdovém divadle. V roce 1912 se rozhodl s divadlem skončit.
Ovšem roku 1913 dostal nabídku od režiséra Konstantina A. Mardžanova, aby inscenoval pantomimu Pierettin závoj (na libreto Arthura Schnitzlera a hudbu Ernő Dohnányiho). Stal se členem Mardžanovova Svobodného divadla. Mardžanov ho oslovil svým pojetím syntetického divadla a syntetického herectví.
Když bylo o rok později Mardžanovovo Svobodné divadlo zavřeno, založil Tairov se svou ženou Alisou Georgijevnou Koonenovou vlastní Komorní divadlo. Tairov usiloval o scénu nezávislou na většinovém vkusu a vymezoval se proti dobové repertoárové a inscenační tradici. Pro první inscenaci Komorního divadla proto zvolil Kálidásovo drama Śakuntala.